# Marc Zanotti
Pour les articles homonymes, voir Zanotti.
Marc Zanotti est un footballeur français, né le 13 novembre 1975 à La Seyne-sur-Mer.

## Biographie
Le poste de prédilection de ce joueur mesurant 1,78 m pour 70 kg était milieu de terrain sur le côté gauche. 
Il dispute 42 matchs et inscrit 6 buts en Division 1. Son premier match en D1 a lieu le 2 octobre 1996 lors de la rencontre Girondins de Bordeaux - Racing Club de Strasbourg (1-2).
Il participe à 2 matchs de Ligue des champions avec les Girondins de Bordeaux, marquant un but le 21 mars 2000 contre la Fiorentina de Gabriel Batistuta.  
En 2007, il signe à Saint-Cyr-sur-Mer (83), en DH. En 2009, Marco s'engage avec l'US Carqueiranne-La Crau, en PHA.
En juillet 2006, il obtient le BEES 2e degré. Titulaire du DEF, il est le responsable technique de Toulon (CFA) de 2010 à 2012. Il est ensuite nommé entraîneur de l'équipe réserve toulonnaise.
En 2013-2014, il entraîne les U19 de Toulon
Depuis le début de la saison 2014-2015 il est entraîneur adjoint de l'équipe première du Sporting Toulon au côté de Mohamed Sadani

## Carrière
- 1995-1996 :  Sporting Toulon Var
- 1996-1998 :  Girondins de Bordeaux
- → 1998-déc. 1998 :  AS Nancy-Lorraine
- → déc. 1998-1999 :  AS Saint-Étienne
- 1999-2000 :  Girondins de Bordeaux
- 2000-2003 :  SM Caen
- 2004-2005 :  Nîmes Olympique[3]

## Palmarès
- Sélectionné en Équipe de France espoirs
- Champion de France de Division 2 en 1999 avec l'AS Saint-Étienne
- Champion de France de National en 1996 avec le Sporting Toulon Var